# بسنديلة
قرية بسنديلة هي إحدى القرى التابعة لمركز بلقاس في محافظة الدقهلية في جمهورية مصر العربية. 

## التاريخ
قرية بسنديلة من القرى القديمة، حيث وردت باسم «بشنديله» في أعمال الغربية ضمن قرى الروك الناصري التي أحصاها ابن الجيعان في كتاب «التحفة السنية بأسماء البلاد المصرية». وفي العصر العثماني وردت باسم «بشنديله» في التربيع العثماني الذي أجراه الوالي العثماني سليمان باشا الخادم في عصر السلطان العثماني سليمان القانوني ضمن قرى ولاية الغربية، وفي تاريخ 1228هـ/1813م الذي عدّ قرى مصر بعد المسح الذي قام به محمد علي باشا باسم «بسنديلة» ضمن قرى مديرية الغربية.

## السكان
حسب إحصاءات سنة 2006، بلغ إجمالي السكان في بسنديلة 12763 نسمة، منهم 6471 رجل و6292 امرأة. وفقًا لإحصاءات سنة 2017، بلغ إجمالي السكان في بسنديلة 14518 نسمة، منهم 7345 رجل 7173 امرأة.

## طالع أيضًا
- محافظة الدقهلية
- قائمة قرى محافظة الدقهلية